# La condizione postmoderna
La condizione postmoderna. Rapporto sul sapere (La conditione postmoderne. Rapport sur le savoir) è un'opera scritta dal filosofo francese Jean-François Lyotard che ha definito la nozione di post-moderno. L'opera ha rivestito una grandissima importanza per vari ambiti del sapere: dalla letteratura alla filosofia, fino al dibattito politico attuale.

## Edizioni
- Jean-François Lyotard, La condizione postmoderna. Rapporto sul sapere, traduzione di Carlo Formenti, Collana: I nuovi testi, Feltrinelli, 1981,  pp. 128, ISBN 88-07-09006-6.